# ドロタ・オシンスカ
ドロタ・オシンスカ（波: Dorota Osińska）はポーランドの歌手。1978年ポーランド、ヴロツワフ生まれ。ワルシャワ大学で学んだ。
優れた歌唱力を持った歌手であり、2004年のアルバム「Ide」ではクラシカルかつジャジーなポップスを聴かせた。
続く2010年の「Kamyk zielony」は当初MP3でのみの発売だったが、2013年にＣＤ化された。

## ディスコグラフィー

### アルバム
- Idę（2004）
- Kamyk zielony（2010）
- Teraz（2013）

### シングル
- Universal（2016）Magdalena Falkowska

### V.A.
- Solidarni（2006）, "Zostań z nami"
- Najwcześniej Później - Songs to poems by Krzysztof Cezary Buszman (2010), "Biec w nadzieję",　"Warto iść"